# Charles-Paul Dufresne
Ne doit pas être confondu avec Charles Dufresne (artiste).
Charles-Paul Dufresne, né le 18 janvier 1885 à Paris et mort le 14 août 1956 à Montrouge, est un graveur au burin, dessinateur, illustrateur et peintre français.

## Biographie
Élève de Georges Roussin à l’école des arts décoratifs (1900), de William Bouguereau et Marcel Baschet à l'Académie Julian (1903) puis de Fernand Cormon et de Jules Jacquet à l’École nationale des Beaux-Arts de Paris (1904), Charles-Paul Dufresne obtient une mention honorable au Salon des artistes français dès 1908 avec la gravure Bord d’un canal en Hollande, d’après Jan Van Goyen.
Après la Première Guerre mondiale, il obtient des commandes officielles de l’État pour la Chalcographie du Louvre : La Belle Angèle d’après Paul Gauguin (Médaille d’argent, 1943), La meilleure part et L’Hommage à Cézanne d’après Maurice Denis.
A l'Exposition coloniale de 1931, il reçoit l’Ordre du Dragon d'Annam puis en 1937, il remporte le Grand Prix de Gravure à l’Exposition universelle à Paris.

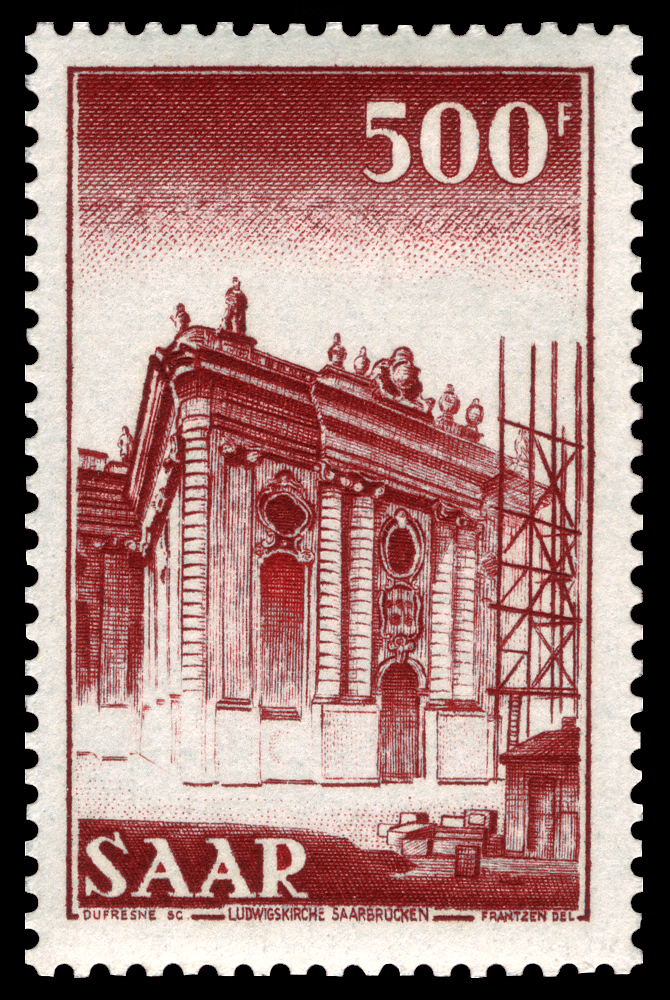
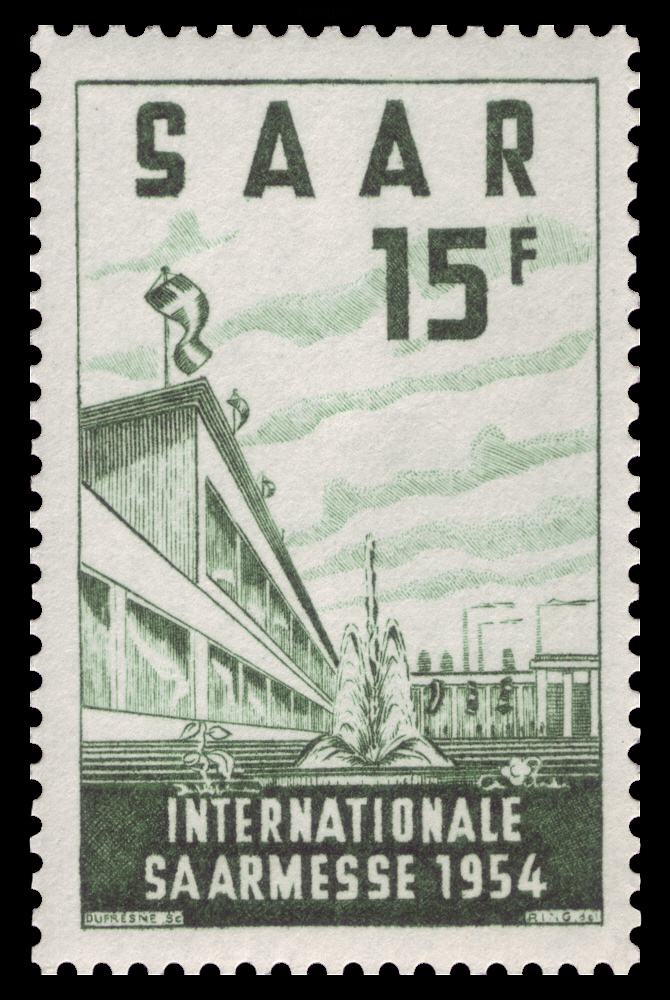

On lui doit de nombreuses illustrations telles La Duchesse de Langeais d'Honoré de Balzac, pour les éditions Rombaldi. En 1949, il obtient une médaille d'or au Salon des artistes français pour Le Martyre de Saint Denis d’après Léon Bonnat et passe alors en Hors Concours. Il devient aussi membre du jury.
Chevalier de la Légion d'Honneur (1953), il exécute aussi pour le Ministère des PTT une trentaine de timbres dont le premier est, en 1939, un Grégoire de Tours. Il obtient le Mérite postal en 1956.
Charles-Paul Dufresne meurt d'une crise cardiaque le 14 août 1956 à son domicile parisien.